# Chris McGlinchey
Pour les articles homonymes, voir McGlinchey.
Christopher "Chris" McGlinchey, né le 31 mars 1994 à Belfast en Irlande du Nord, est un coureur cycliste irlandais.

## Palmarès sur route

### Par année
- 2015
  - 2e étape du Tour of the North (contre-la-montre)
- 2016
  - St. Patrick's Day Potato Race
  - Rás Mumhan :
    - Classement général
    - 1re étape

  - PJ Logan Cup
  - Foyle GP
- 2017
  - Phoenix GP
  - Stamullen GP
  - 2e du championnat d'Irlande sur route
- 2018
  - North Down GP
  - 3e du championnat d'Irlande de la montagne
- 2019
  - Annaclone GP
  - Red Hand Trophy
- 2021
  - Tour of the Mournes
  - Foyle GP
  - 1re étape de la Newcastle West Stage Race (contre-la-montre)
  - Des Hanlon Memorial
  - 2e du National Road Series

### Classements mondiaux
| Année           | 2016   | 2017 | 2018 | 2019   | 2020   |
| --------------- | ------ | ---- | ---- | ------ | ------ |
| UCI Europe Tour | 1 583e | 653e |      | 1 966e | 1 221e |

## Palmarès en cyclo-cross
| - 2016-2017 - 3e du championnat d'Irlande de cyclo-cross - 2019-2020 - Championnat d'Ulster de cyclo-cross - 2e du championnat d'Irlande de cyclo-cross | - 2021-2022 - Champion d'Irlande de cyclo-cross |  |

## Palmarès en VTT
| - 2012 - 3e du championnat d'Irlande de descente - 2013 - 3e du championnat d'Irlande de descente - 2014 - 3e du championnat d'Irlande de descente | - 2018 - 3e du championnat d'Irlande de cross-country - 2022 - Champion d'Irlande de cross-country |  |